# Самодержавие
Самодержа́вие (от кальки с греч. αὐτοκράτωρ — «самодержец», «самовластец» — в титуле византийских императоров греч. βασιλεὺς [καὶ] αὐτοκράτωρ) — форма автократии (позже абсолютной монархии), существовавшая в Великом княжестве Московском, а впоследствии в Русском царстве и Российской империи.

## История понятия и термина
Понятие самодержец применительно к московским правителям впервые стало использоваться при великом князе московском Иване III, начавшем иногда применять титул «Господарь и самодержец всея Руси» (наряду с прежним «господарь всея Руси», использовавшимся ещё Дмитрием Шемякой и Василием Тёмным) после женитьбы на племяннице последнего византийского императора Константина XI, Софье Палеолог, что давало основания для притязаний на преемственность ромейского наследия русским государством. С обретением независимости от ханов Орды Иван III в сношениях с другими государями стал сочетать титул царя с титулом самодержца. При этом во времена Ивана III это понятие употреблялось исключительно для того, чтобы подчеркнуть внешний суверенитет государя (независимость ни от какого другого властителя), поскольку это было славянской калькой с одного из титулов византийского императора — греч. αυτοκράτορ, буквально «сам властвует», «сам держит власть».
Согласно Василию Ключевскому, под самодержцем (автократом) изначально понимался властитель, не зависимый ни от какой сторонней внешней власти, никому не платящий дани, то есть являющийся сувереном. Однако уже при Иване Грозном, в силу централизации власти и уменьшения властных полномочий аристократии, самодержавие стало использоваться также и для обозначения неограниченной внутренней власти. Сергей Соловьев и Константин Кавелин первые отметили главные моменты в развитии власти государей всея Руси. Они выводили её из форм родового быта и указали её постепенное преобразование в единодержавную государственную власть: один под влиянием особых условий политической жизни на севере, где политическая жизнь самым своим существованием обязана была князьям; другой — под влиянием закона распада родового быта, причём посредствующую стадию сыграл быт вотчинный. Кавелин уже в Андрее Боголюбском видит тип вотчинника, господина, неограниченного владельца своих имений — тип, который окончательно развивается в Москве; Сергей Соловьев также видит в нём собственника своего княжения, хозяина полновластного, у которого впервые появляются понятия о самовластце и о подручничестве — первые элементы понятий о государе и о подданстве. Обыкновенно указывается целый ряд причин, вызвавших Единодержавие и самодержавие московских государей:
1. иноземные влияния, византийское и монгольское;
2. содействие объединению Руси со стороны разных классов населения: духовенства, бояр и земских людей;
3. особые бытовые условия северо-восточной Руси — роль новых городов, вотчинное начало;
4. личные качества московских князей.

Со времён Петра I понятие «самодержавие» стало всё более отождествляться с европейским понятием «абсолютизм» (в России не употреблявшемся). Так, в Духовном регламенте, написанном Феофаном Прокоповичем и получившем силу закона 25 января 1721 г., говорилось: «Монархов власть есть власть самодержавная, которой повиноваться сам Бог за совесть повелевает». С введением термина «суверенное государство», понятие «самодержавие» окончательно сузилось для обозначения внутренней неограниченности власти императора, опиравшейся на теорию о её божественном происхождении.
Но в относительной оценке указанных причин до сих пор господствует полное разногласие; на первом плане у историков фигурирует то монгольское иго, то сила земли, в специальном смысле низших слоев населения, то, наоборот, боярская инициатива и т. д. Так, о монгольских влияниях ещё Карамзин сказал, что «Москва обязана своим величием ханам».
Последние упоминания термина «самодержавие» в смысле «суверенитет» относятся периоду правления императрицы Екатерины II. В частности, Сперанский отмечал, что в Своде законов «самодержавие» используется в двух различных значениях: одно указывает на внешнюю международную независимость, другое на внутреннюю неограниченность власти монарха.
Официальное определение российского государственного строя как «самодержавия» и российского императора как «самодержца» сохранялось вплоть до революции 1917 года. Начиная с XIX века, критики этой формы правления стали приравнивать её к самодурной деспотичной власти.

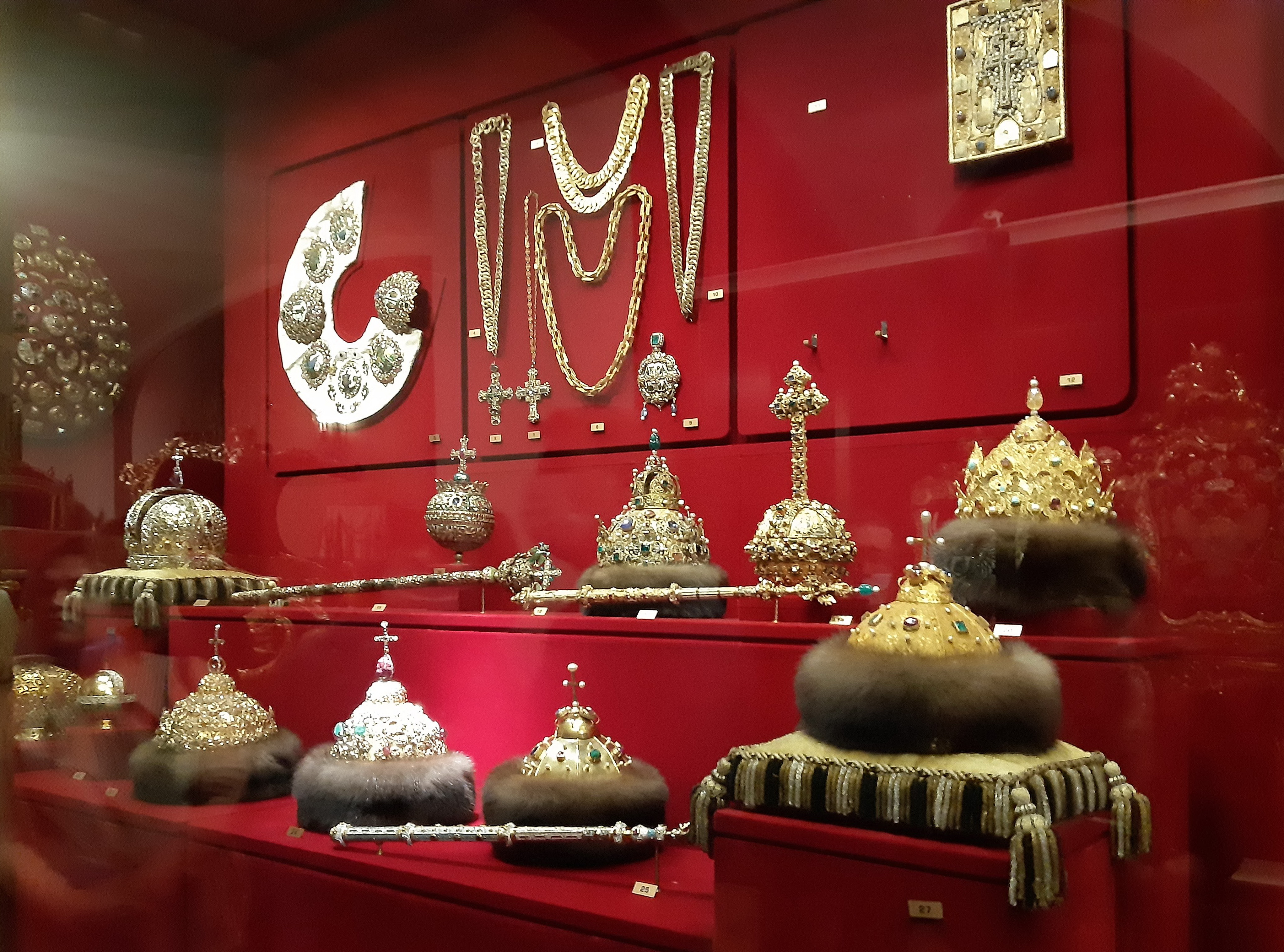
Шапки Русского царства

## Отличие самодержавия от абсолютизма
На рубеже XX века возникли теории, разводящие понятия «самодержавие» и «абсолютизм». При этом мыслители славянофильского толка противопоставляли допетровское самодержавие, в котором, по их мнению, осуществлялось органическое единение государя с народом, послепетровскому абсолютизму как бюрократической, вырожденной форме монархии; консервативные же публицисты (например, Лев Тихомиров) считали, что и в послепетровской России самодержавная власть монарха отличается от абсолютизма, хотя переняла некоторые его элементы. Умеренно-либеральные мыслители противопоставляли допетровскому самодержавию, основанному на идее божественности власти, петровскую и послепетровскую форму как основанную, с их точки зрения, на идее общего блага.
Развитию этого положения Костомаров посвятил особую монографию, в которой доказывал, что власть московских государей явилась полной заменой ханского деспотизма. Вместе с тем, однако, Костомаров признавал, что в XIV веке, с уничтожением уделов на Руси, должна была, казалось бы, развиться монархия, в которой власть монарха была бы разделена с боярами. Этого не случилось, и власть возросла до полного самодержавия, благодаря эгоизму и отсутствию сплоченности среди боярства.
Ещё дальше Костомарова идёт профессор Леонтович. Заметив, что мысль о монгольских влияниях хотя и давно высказывается, но нигде строго и документально не доказывается, Леонтович, на основании сближений Чингизовой Ясы и Ойратских уставов (Цааджин-Бичик), указывает целый ряд заимствований в политической, общественной и административной жизни московской Руси из монгольского права. У монголов заимствованы: воззрение на государя как верховного собственника всей территории государства; прикрепление крестьян и закрепощение посадских людей; идея об обязательной службе служилого сословия и местничество; московские приказы, скопированные с монгольских палат, и проч. Автору, однако, не удалось найти каких-либо указаний на то, что в руках московского правительства действительно находились изученные автором монгольские уставы.
В большей или меньшей мере разделяют эти воззрения Загоскин, Сергеевич, Энгельман. Другие историки (Соловьев, Бестужев-Рюмин, Забелин, Владимирский-Буданов) не придают монгольскому игу решающего значения и выдвигают на первый план другие созидательные элементы в деле объединения северо-восточной Руси. Так, И. Е. Забелин полагает, что московское Единодержавие развилось в тесной связи с народным единством, зерно которого он видит в мирных и промышленных стремлениях рабочего посадского населения Суздальской земли. Эти стремления, поддержанные северными князьями Юрьевичами, и породили борьбу посада с дружинной боярской силой, окончившуюся победой первого. Татарская неволя разрушила правильный ход дальнейших успехов объединения, но московские князья устроили себе народный завет об устроении земского мира и тишины, а потому именно и оказались во главе объединяющейся Руси.
Основной почвой для выработки типа самовластного государя в его московской форме послужило чёрное или серое всенародное множество, которому некогда было думать о каких-либо правах и вольностях, в постоянных заботах о насущном хлебе и о безопасности от сильных людей. Это государево самовластие развивалось очень постепенно на русской почве и, быть может, не получило бы так скоро окончательной формы царского самодержавия, если бы не пришли ему на помощь греки и итальянцы при Иване III. С этой точки зрения боярство является силой, противодействующей общим стремлениям народа и князя, — силой крамольной, нарушающей очень часто земский мир и тишину. Но ещё со времен Погодина установилось иное воззрение на историческую роль бояр, по которому бояре вовсе не были врагами объединения, а деятельными помощниками московских князей. Выяснению исторической роли боярства посвящены труды профессоров Ключевского и Сергеевича
То, что Костомарову казалось возможным — а именно возникновение на Руси монархии, ограниченной боярским правлением, — по мнению Ключевского оказывается исторической действительностью если не вполне, то в значительной мере. Московская Русь оказывается вовсе не в такой мере неограниченно самодержавной, как думали раньше, а скорее монархически-боярской, так как царь всея Руси правит землёй не единолично, а при посредстве и с помощью боярской аристократии: отдельные же случаи столкновений монарха с этой аристократией приводят даже к попыткам ограничить полномочия московских самодержцев.
Вопреки общепринятому мнению о развитии Московского государства из удела московских князей, профессор В. И. Сергеевич утверждает, что не из этой вотчины выросла объединённая территория северо-восточной Руси, а на обломках старого Владимирского великого княжения, после приобретения его Дмитрием Донским в наследственное владение своего дома. Не усилиями московских князей и даже вопреки их стремлениям начато это дело объединения. Московские князья, начиная с Калиты и до Дмитрия Донского, вовсе не были созидателями того порядка, который привёл Русское государство к единовластию и величию, а наоборот, были решительными проводниками взгляда на княжение, как на частную собственность, со всеми его противогосударственными последствиями. Инициаторами и сторонниками воссоединения территории под властью одного князя были бояре, выступившие защитниками этой идеи ещё в старой Ростовской земле. С Ивана Калиты за именами князей скрывается боярская рука, создающая камень за камнем Русское государство. Нет согласия и в относительной оценке византийских влияний, хотя для выяснения этого вопроса сделано довольно много в специальной литературе..
В годы Советской власти вопрос о дефиниции абсолютизма практически не обсуждался до 1940 г., когда в Институте истории АН СССР прошла дискуссия по проблемам определения государственного строя, предшествующего абсолютизму Петра I. В 1951 г., на историческом факультете МГУ прошла дискуссия, непосредственно посвященная проблемам абсолютизма. Эти дискуссии выявили несхожесть позиций исследователей. Специалисты в области государства и права, как правило, были склонны не разделять понятия «абсолютизм» и «самодержавие». Историки, в отличие от правоведов, проводили определенное различие, а зачастую и противопоставляли эти понятия. Более того, применительно к различным периодам русской истории ученые-историки по-разному понимали содержание одного и того же понятия. Применительно ко второй половине XV в. под самодержавием историки понимали всего-навсего отсутствие вассальной зависимости великого князя московского от золотоордынского хана, и первым самодержцем на Руси тогда оказывался Иван III Васильевич, свергнувший ордынское иго. Применительно к первой четверти XVI в. самодержавие трактовалось уже как «единодержавие» — когда власть московского государя распространилась на территорию всей русской земли, где уже были почти полностью ликвидированы суверенные княжества. Лишь при Иване IV Васильевиче, самодержавие, по мнению ученых-историков, выливается в режим неограниченной власти государя — неограниченную монархию. Но в большинстве своем историки утверждали, что в середине XVI в. в России сложилась отнюдь не абсолютная, но сословно-представительная монархия, которая в России не противоречила режиму неограниченной власти царя.
В конце 1960-х годов снова возникла дискуссия, следует ли считать самодержавие особой формой неограниченной монархии или региональной разновидностью абсолютной монархии. В ходе этой дискуссии было установлено, что российское самодержавие имело две особенности по сравнению с западноевропейским абсолютизмом. Во-первых, его социальной опорой было только служилое дворянство, в то время как западные монархии опирались также и на нарождающийся класс буржуазии. Во-вторых, неправовые методы управления в целом преобладали над правовыми, личная воля русских монархов была более ярко выражена. В то же время высказывались мнения, что русское самодержавие это вариант восточной деспотии. Дискуссия 1968—1972 гг. зашла в тупик, историки так и не смогли договориться об определении термина «абсолютизм».
А. И. Фурсов предложил видеть в самодержавии феномен, не имеющий аналогов в мировой истории. Принципиальное отличие в том, что если власть восточных монархов ограничивалась традицией, ритуалом, обычаями и законом, а власть западных даже в эпоху абсолютизма ограничивалась правом, на котором строился весь западный порядок (во Франции XVII—XVIII веках, считающейся модельной абсолютной монархией, король мог менять закон, но он должен был ему подчиняться), то власть русских самодержцев была властью надзаконной. Будучи совершенно оригинальным явлением, самодержавие, однако, возникло под влиянием тенденций и феноменов общеевразийского развития как русский ответ на нерусские — евразийские и мировые — воздействия и получило свою завершенную форму во взаимодействии с тенденциями и феноменами общемирового капиталистического развития.
Начало генезиса самодержавия А. И. Фурсов видит в практике взаимодействия русских князей с Ордой. Заимствовать у Орды опыт надзаконной власти Русь не могла — в Орде такой власти не было. Но надзаконной была власть ордынских ханов над Русью, над русскими князьями, одного из которых они — функционально — наделяли этой властью. Включение Руси в ордынский порядок изменило соотношение сил во властном треугольнике князь-бояре-вече. Во-первых, обретя в лице Орды и её ратей тот инструмент насилия, которого у них не было раньше, князья резко усилили свою позицию по отношению к боярству и вечу. Во-вторых, поскольку в рамках ордынской системы шла конкуренция за ярлык, наилучшие шансы были у тех княжеств, где князь и боярство не противостояли друг другу, а выступали в единстве. «Ордынизация» Руси привела к тому, что возникла мутантная по своей форме ордынско-московская власть. Она имела новые качества, которых исходно не было ни в кочевых державах, ни в домонгольской Руси. Во-первых, центральная власть по ханскому поручению стала единственно значимой, реальной. Во-вторых, власть, сила, насилие стали главным фактором жизни. В-третьих, эта власть оказывалась единственным субъектом, стоявшим в качестве наместнической власти над всей русской землёй — так же, как сама Орда стояла над ней. Эти качества не были прямо заимствованы у другой стороны, но возникли, хотя и не с необходимостью, но закономерно в процессе и в результате взаимодействия ханской власти Орды, с одной стороны, и русских порядков, христианского общества, с другой. Надзаконные, волевые отношения Орды и Руси длились 250 лет — срок вполне достаточный, чтобы выработать устойчивые формы отношений и практики. (А. И. Фурсов считает примечательным то факт, что монгольские династии Юань в Китае и иль-ханов (хулагуидов) в Иране стали непосредственными, внутренними правителями этих стран, испытывая на себе местное влияние, их порядков, законов и т. д., тогда как Золотая Орда осуществляла внешнюю, дистанционного характера эксплуатацию, взимая дань, то есть осуществляя волевое, надзаконное отношение).
А.В. Чудинов, сравнивая российское самодержавие с французским абсолютизмом, указывает, что французским королям не приходилось и мечтать о возможностях российских императоров, которые только в XVIII веке дважды меняли порядок престолонаследия, что раздача российскими императорами государственных земель в 
собственность своим приближенным была обычной практикой, а во Франции действовал закон о неотчуждаемости королевского домена. 
О.Н. Мухин указывает, что российское самодержавие XVIII века было ближе к восточной деспотии, чем к западноевропейскому абсолютизму (при этом в Российской империи XVIII века, как и в Османской империи правителей неоднократно свергали в результате дворцовых переворотов). Однако от восточной деспотии его отличало наличие дворянства как корпорации, способной отстаивать свои корпоративные права перед лицом монархии. В большинстве восточных стран в период Нового времени не существовало подобной элитарной корпорации (в Китае существовала сплоченная корпорация чиновников, но менее стабильная и защищенная, чем дворянство в Европе), что было с более ранним приобщением России к западной цивилизации.